# 氫技術
氫技術（英語：hydrogen technologies）是製氫和用氫的相關技術，其用途相當廣泛。
部份氫技術是零碳排的，在避免氣候變遷與未來氫經濟中扮演重要角色。氫氣在包含製氨、煉油與能源等諸多方面被廣泛使用。氫氣不是一次能源，因為它並非可自然取得的燃料。然而，由於電能能夠透過電解水產生氫氣與氧氣，並再透過燃料電池逆向釋放出電能，因此氫氣被廣泛認為是一個理想的儲能媒介。目前已有多種燃料電池與電解池應用。而潛在的環境衝擊大小主要取決於產生氫氣燃料的方式。

## 燃料電池
- 鹼性燃料電池（AFC）
- 直接硼氫化物燃料電池（英语：Direct borohydride fuel cell）（DBFC）
- 直接碳燃料電池（英语：Direct carbon fuel cell）（DCFC）
- 直接乙醇燃料電池（英语：Direct ethanol fuel cell）（DEFC）
- 直接甲醇燃料電池（DMFC）
- 電鍍鋅燃料電池（EGFC）
- 液流電池（RFC）
- 甲酸燃料電池（FAFC）
- 金屬氫化物燃料電池（英语：Metal hydride fuel cell）（MHFC）
- 微生物燃料電池（MFC）
- 熔融碳酸鹽燃料電池（英语：Molten carbonate fuel cell）（MCFC）
- 磷酸燃料電池（英语：Phosphoric acid fuel cell）（PAFC）
- 光化學電池（PEC）
- 質子交換膜燃料電池（PEMFC）
- 質子陶瓷燃料電池（英语：Protonic ceramic fuel cell）（PCFC）
- 再生燃料電池（英语：Regenerative fuel cell）（RFC）
- 固態氧化物燃料電池（SOFC）